# Fort Jennings
Fort Jennings és una població dels Estats Units a l'estat d'Ohio. Segons el cens del 2000 tenia 432 habitants.

## Demografia
Segons el cens del 2000, Fort Jennings tenia 432 habitants, 171 habitatges, i 123 famílies. La densitat de població era de 327,1 habitants per km².
Dels 171 habitatges en un 33,9% hi vivien nens de menys de 18 anys, en un 62% hi vivien parelles casades, en un 6,4% dones solteres, i en un 27,5% no eren unitats familiars. En el 26,3% dels habitatges hi vivien persones soles el 15,2% de les quals corresponia a persones de 65 anys o més que vivien soles. El nombre mitjà de persones vivint en cada habitatge era de 2,53 i el nombre mitjà de persones que vivien en cada família era de 3,06.
Per edats la població es repartia de la següent manera: un 27,8% tenia menys de 18 anys, un 5,1% entre 18 i 24, un 28,7% entre 25 i 44, un 20,8% de 45 a 60 i un 17,6% 65 anys o més.
L'edat mediana era de 37 anys. Per cada 100 dones de 18 o més anys hi havia 96,2 homes.
La renda mediana per habitatge era de 44.464 $ i la renda mediana per família de 53.393 $. Els homes tenien una renda mediana de 37.750 $ mentre que les dones 23.750 $. La renda per capita de la població era de 20.169 $. Aproximadament el 2,3% de les famílies i l'1,5% de la població estaven per davall del llindar de pobresa.

## Poblacions més properes
El següent diagrama mostra les poblacions més properes.